# Salomo Friedlaender

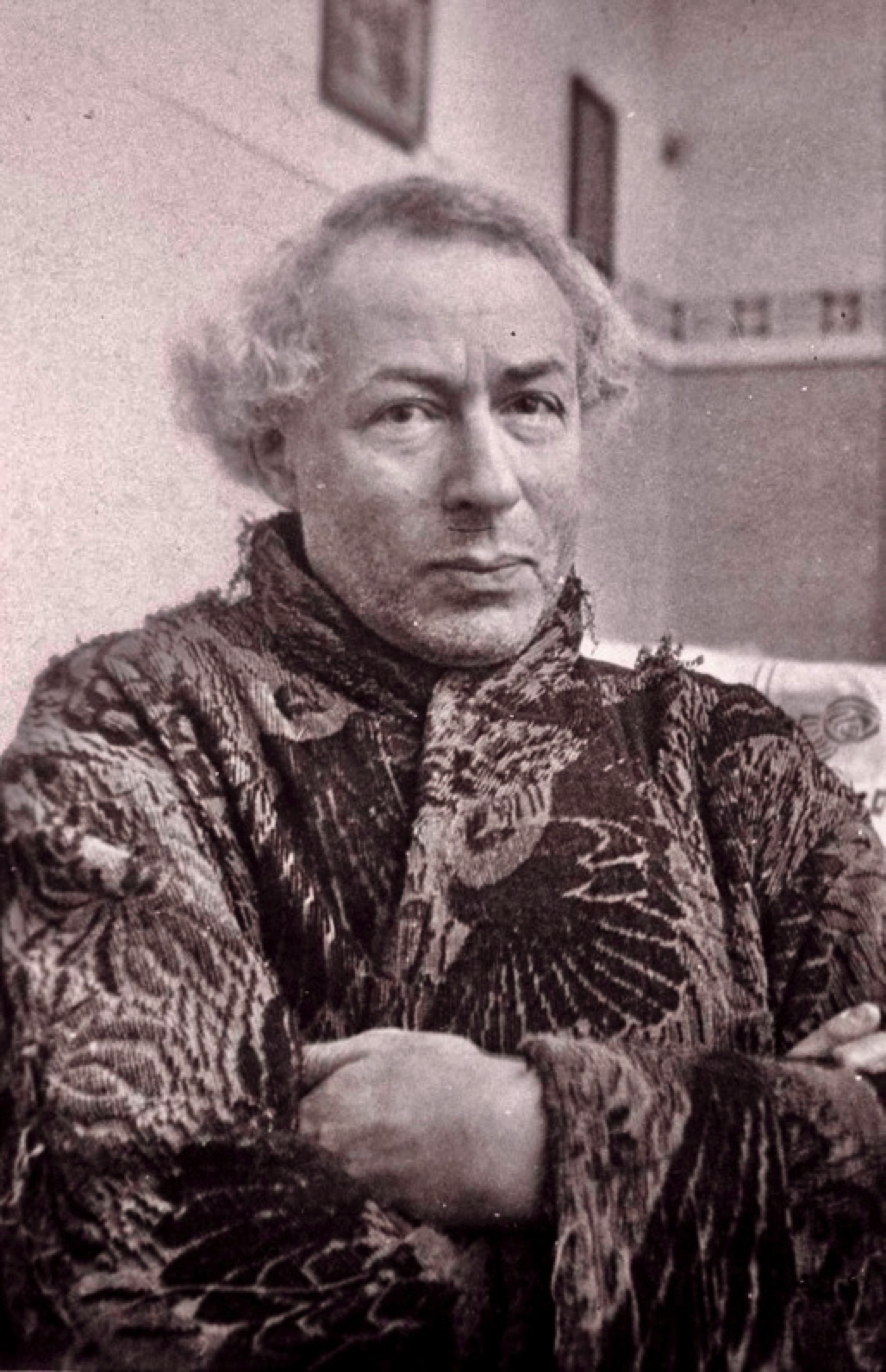
Salomon Friedlaender, um 1925

Salomo Friedlaender (Namensvarianten: Salomon; Friedländer; Pseudonym: Mynona; geb. 4. Mai 1871 in Gollantsch bei Posen; gest. 9. September 1946 in Paris) war ein deutscher Philosoph und Schriftsteller, der vor allem in der literarischen Avantgarde wirkte.

## Leben

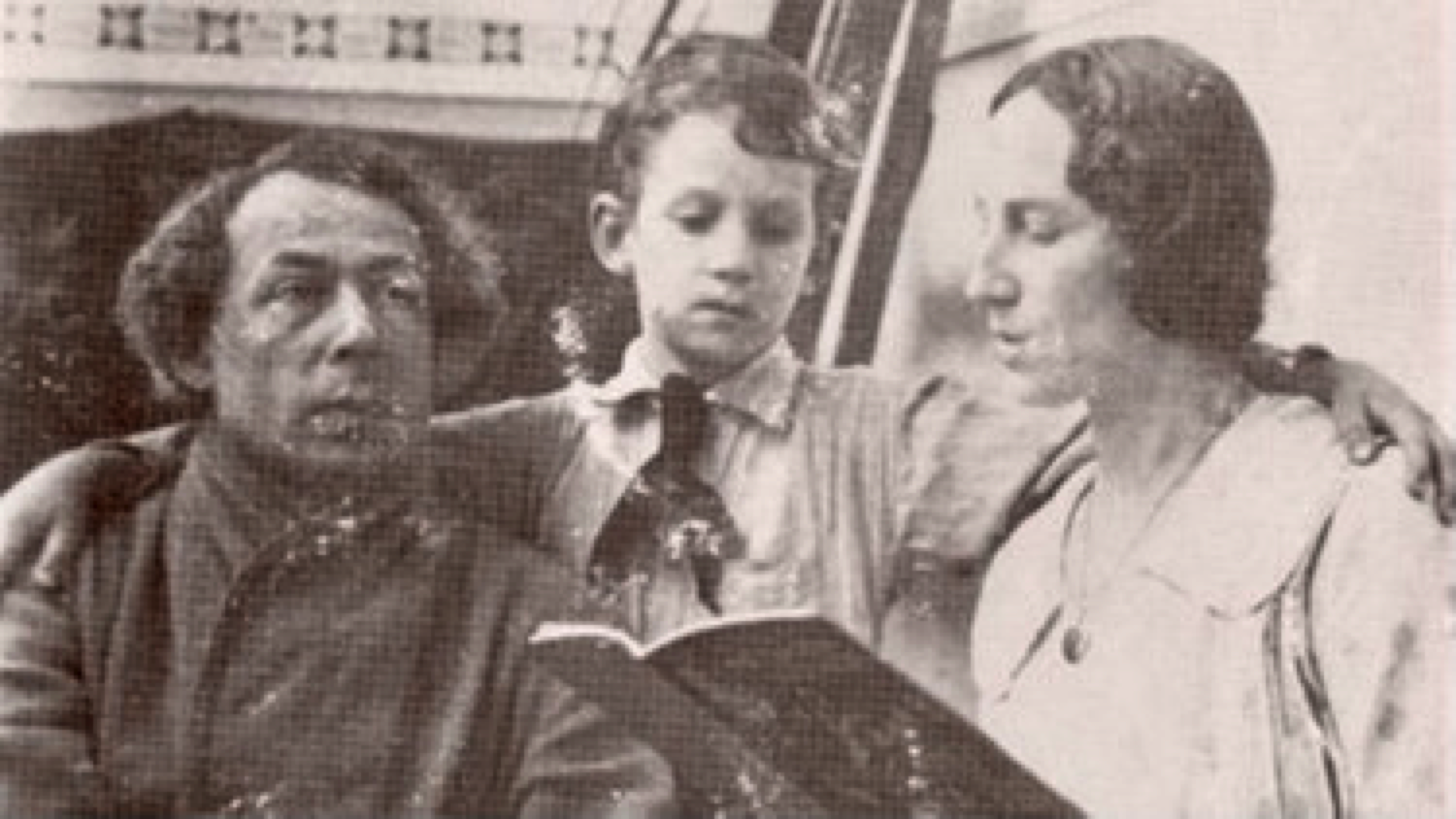
Salomon Friedlaender mit Sohn Heinz Ludwig (geboren 12. Juni 1913 in Berlin, gestorben 1988 in Paris) und Ehefrau Marie Luise (gestorben 1968 in Paris), um 1920

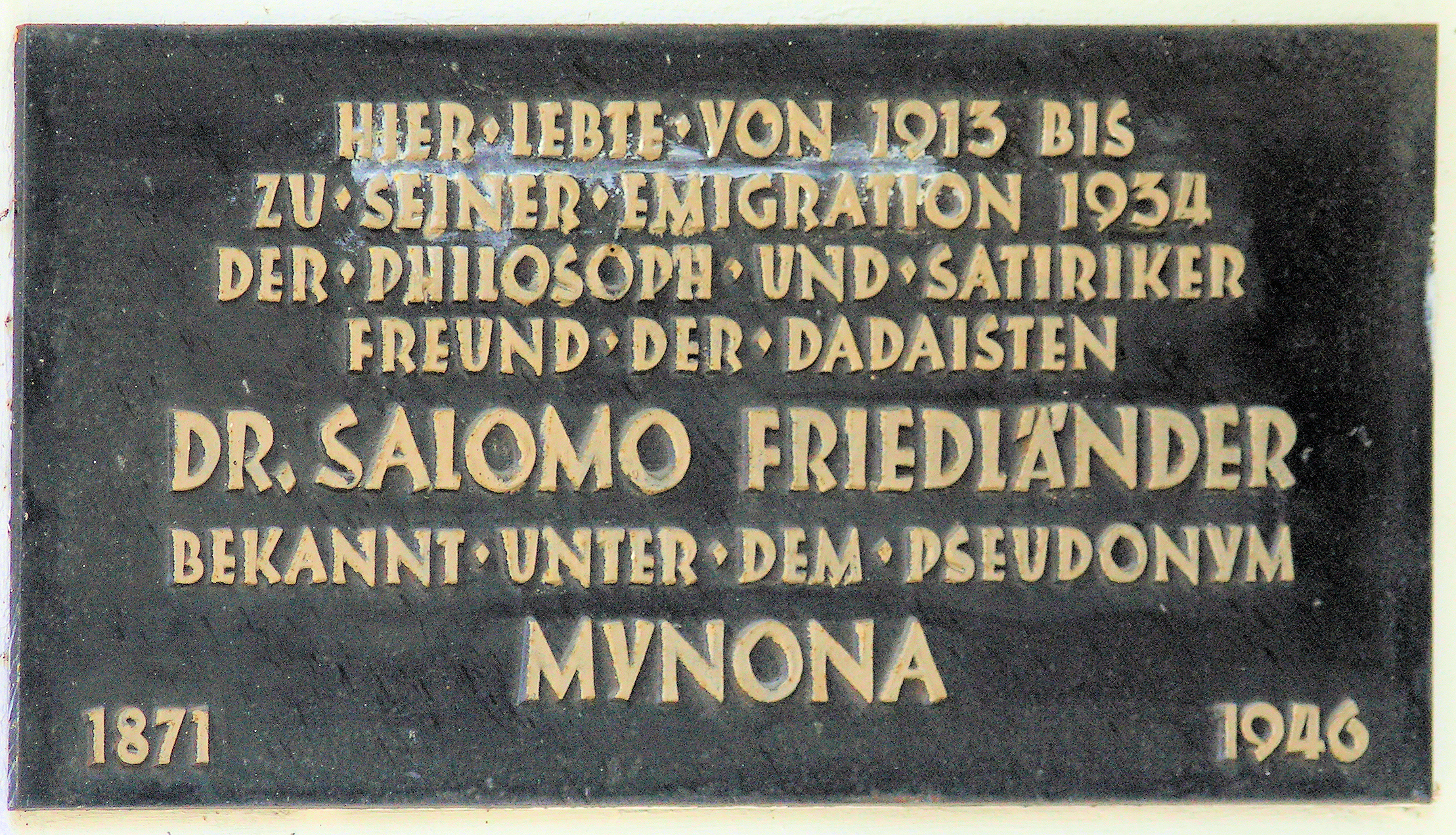
Gedenktafel am Haus Johann-Georg-Straße 20 in Berlin-Wilmersdorf

Friedlaender stammte aus einer wohlsituierten Arztfamilie. Mit 23 Jahren begann er, an der Universität München Medizin zu studieren, wechselte aber bald zur Zahnmedizin, die er in Berlin studierte. Dort gab er 1896 die Medizin zugunsten der Philosophie auf. Im darauffolgenden Jahr wechselte Friedlaender an die Universität Jena, um Archäologie, Germanistik, Geschichte und Kunstgeschichte zu studieren. Dieses Studium beendete er 1902 erfolgreich mit der Promotion über Arthur Schopenhauer und Immanuel Kant. Seit 1899 fanden – vermittelt durch seinen Schwager, den Essener Rabbiner Salomon Samuel – Begegnungen mit dem Essener Philosophen Ernst Marcus statt, dessen wichtigster Schüler er wurde.
Ab 1906 lebte er als freier Schriftsteller in Berlin, wo er Freundschaften u. a. mit Martin Buber, Alfred Kubin, Gustav Landauer, Else Lasker-Schüler, Samuel Lublinski, Erich Mühsam, Ludwig Rubiner, Paul van Ostaijen und Herwarth Walden schloss. Daneben verkehrte er mit Raoul Hausmann, Hannah Höch, Ludwig Meidner und Paul Scheerbart.
Unter dem Pseudonym Mynona (Anonym rückwärts gelesen) debütierte Friedlaender in expressionistischen Zeitschriften, wie Der Sturm, Die Aktion, der Jugend oder den Weißen Blättern. 1919 gründete er zusammen mit dem jüngeren Bruder seines Essener Schwagers Salomon Samuel, Ernst Samuel, der sich als Autor und Publizist Anselm Ruest nannte, ebenfalls in Berlin den Stirner-Bund und die nach Stirners Hauptwerk Der Einzige und sein Eigentum benannte Zeitschrift Der Einzige.
Die Texte Friedlaenders kombinieren expressionistische und dadaistische Elemente mit den Formen der Groteske und Parodie, wodurch er der literarischen Avantgarde neue Impulse verlieh. Viele seiner Texte beinhalten überdies scharfzüngige Gesellschaftskritik. Er selbst sah sich als eine Synthese von Immanuel Kant und Charlie Chaplin.
In Graue Magie (1922) geht es um die "heraufgrauende Magie der Zukunft", die weder Gott (Weiß) noch Teufel (Schwarz) nötig hat, ein Verschieben von Gedanken. Die Magie der Vernunft soll das Leben zum Besseren wenden. Was hier geheimnisvoll verpackt wird, erinnert an die Äthertheorie Kants und die Theorie der natürlichen Magie Ernst Marcus'. Sie werden vorgestellt in einer Mischung aus Science-Fiction, Groteske, Märchen und Krimi. Der "Berliner Nachschlüsselroman" (Untertitel) spielt im Alltag der Weimarer Republik und macht bekannte Persönlichkeiten der Zwanziger Jahre, wie Hinrichsen (Hellseher Hanussen) oder Kassandrus (Geschichtsphilosoph Oswald Spengler) zu Romanfiguren. Humorige Helden dieses Buches sind der Philosoph Sucram (Marcus) und sein Gegenspieler Morvitius, der Verbrecher, der immer davonkommt. Sie verkörpern die (vergebliche ?) Suche nach einer verbindenden Moral in einer neuen Welt. Damit verwebt der Roman technische Aspekte seiner Entstehungszeit, wie den industriellen Aufbruch, den frühen Film, Radio und Telefon. Er bietet eine (von heute gesehen) realitätsnahe Zukunftsschau, in der bereits Skepsis gegenüber dem Industriezeitalter anklingt. Graue Magie bietet weise-skurrile Texte.
1929 nahm Mynona das Vorleben des durch den Roman Im Westen nichts Neues bekannt gewordenen Erich Maria Remarque satirisch aufs Korn. Mit dem Buch Hat Erich Maria Remarque wirklich gelebt? zog er sich jedoch den Zorn des Schriftstellers Kurt Tucholsky zu. Dieser rügte Friedlaender für diese Pseudo-Demaskierung Remarques scharf:
Die spezifisch deutsche Widerwärtigkeit, die die Luft unserer Politik so verpestet, weht durch dieses Buch Mynonas. Hierzulande werden Einwände damit erwidert, daß man sagt: der Einwendende habe einen roten Bart und eine verstopfte Schwiegermutter. Statt Breitscheid und Hilferding als geistige Typen zu verhöhnen und zu bekämpfen, wird argumentiert: „Und dann hat sich Breitscheid im Jahre 1897 eine Goldplombe machen lassen, aber nur für Amalgam bezahlt!“ Anathema sit.
(Ignaz Wrobel: Hat Mynona wirklich gelebt?, in: Die Weltbühne, 31. Dezember 1929, S. 15f.)
Tucholsky lehnte es anschließend ab, eine Replik Friedlaenders in der Weltbühne abzudrucken. Dieser erinnerte sich wenige Jahre später wie folgt an die Episode:
Selbstverständlich hatte ich dadurch 'viel Ehr', nämlich 'viel Feind'. Ein damals berühmter Journalist, der später durch Selbstmord endete, mordete mich in seiner 'Weltbühne'. Wie die gebildete Welt nun einmal ist, gab sie mich ihm preis.
(Ich (1871-1936) : Autobiographische Skizze (aus dem Nachlass), Bielefeld 2003, S. 90f.)
Auch bei anderen Autoren hatte sich Mynona unbeliebt gemacht, und so antwortete Thomas Mann 1939 auf einen Brief von René Schickele, mit der Bitte, Mynona beizustehen:
„Mynona mag ich nicht und wünsche ihn nicht bei mir zu sehen. Er hatte immer ein freches Thersites-Maul.“ (Thomas Mann: Brief vom 29. Juli 1939, in: Briefe 1937 - 1947, Frankfurt/Main 1963)
Wenige Wochen nach der Machtübernahme durch die Nationalsozialisten emigrierte Friedlaender nach Paris. Dort starb er verarmt im Alter von 75 Jahren am 9. September 1946.
Der Nachlass Friedlaenders befindet sich in der Akademie der Künste in Berlin. Nachlassverwalter und Rechteinhaber war Hartmut Geerken, der auch die „Gesammelten Schriften“ Friedlaenders herausgab.

## Gedenktafel
Eine Gedenktafel für Salomo Friedlaender befindet sich in Berlin-Wilmersdorf, Johann-Georg-Straße 20, an dem Haus, in dem er bis zu seiner Emigration wohnte.

## Werke

### Ausgaben und Sammlungen
- Gesammelte Schriften. Hrsgg. von Hartmut Geerken und Detlef Thiel in Zusammenarbeit mit der Kant-Forschungsstelle der Universität Trier. Books on Demand, Norderstedt 2005ff. Geplant sind 35 Bände.[2] Bisher erschienen:
  - Bd. 1, 2005: Kant gegen Einstein. ISBN 978-3-8370-0052-8
  - Bd. 2, 2007: Philosophische Abhandlungen und Kritiken I. ISBN 978-3-8334-7022-6
  - Bd. 3, 2007: Philosophische Abhandlungen und Kritiken II. ISBN 978-3-8334-7023-3
  - Bd. 4, 2007: Bank der Spötter. ISBN 978-3-8334-7895-6
  - Bd. 5, 2007: Logik / Psychologie. ISBN 978-3-8334-8087-4
  - Bd. 6, 2008: Kant und die sieben Narren / Kantholizismus / Philosophischer Dialog / Dialog übers Ich. ISBN 978-3-8334-8084-3
  - Bd. 7, 2008: Grotesken I. ISBN 978-3-8334-8089-8
  - Bd. 8, 2008: Grotesken II. ISBN 978-3-8334-8090-4
  - Bd. 9, 2009: Friedrich Nietzsche. Eine intellektuale Biographie. ISBN 978-3-8391-2001-9
  - Bd. 10, 2009: Schöpferische Indifferenz. ISBN 978-3-8391-2952-4
  - Bd. 11, 2010: Hat Erich Maria Remarque wirklich gelebt? / Der Holzweg zurück. ISBN 978-3-8391-8531-5
  - Bd. 12, 2010: Julius Robert Mayer. ISBN 978-3-8391-4969-0
  - Bd. 13, 2011: Der lachende Hiob. ISBN 978-3-8448-1028-8
- Prosa. 2 Bde. Edition Text und Kritik, München 1980
  - Bd. 1: Ich verlange ein Reiterstandbild. Grotesken u. Visionen. ISBN 3-88377-063-9
  - Bd. 2: Der Schöpfer. Phantasie. – Tarzaniade. Parodie. – Der antibabylonische Turm. Utopie. ISBN 3-88377-064-7
- Salomo Friedlaender, Alfred Kubin: Briefwechsel. Hrsg. von Hartmut Geerken. Edition Neue Texte, Linz 1986, ISBN 3-900292-38-8
- Salomo Friedlaender/Mynona: Briefwechsel I. 1878–April 1919 / hrsg. von Hartmut Geerken, Detlef Thiel und Sigrid Hauff. Herrsching: Waitawhile, 2018.

### Belletristische Literatur
- Durch blaue Schleier. Gedichte. A. R. Meyer, Berlin 1908. Erschien unter dem Namen Salomo Friedlaender.
- Rosa, die schöne Schutzmannsfrau. Grotesken. Verlag der Weißen Bücher, Leipzig 1913
- Für Hunde und andere Menschen. Der Sturm, Berlin 1914
- Schwarz-Weiß-Rot. Grotesken. Kurt Wolff Verlag, Leipzig 1916
- Hundert Bonbons. Sonette. Deckelzeichnung von Alfred Kubin. Georg Müller, München 1918
- Die Bank der Spötter. Ein Unroman. Kurt Wolff, München 1919
- Der Schöpfer. Phantasie. Mit 18 Federzeichnungen von Alfred Kubin. Kurt Wolff, München 1920
- Nur für Herrschaften. Un-Freud-ige Grotesken. Banas & Dette, Hannover 1920
- Unterm Leichentuch. Ein Nachtstück. Paul Steegemann, Hannover 1920 (mit Kubin-Illustrationen erstmals 1927). Neuausgabe JMB, Hannover 2018, ISBN 978-3-95945-001-0
- Mein Papa und die Jungfrau von Orléans. Nebst anderen Grotesken. Kurt Wolff, München 1921
- Das widerspenstige Brautbett und andere Grotesken. Kurt Wolff, München 1921
- Graue Magie. Berliner Nachschlüsselroman. Mit 6 Zeichnungen von Lothar Hohmeyer. Rudolf Kaemmerer, Dresden 1922. Reprint: Fannei & Walz 1989. Neuausgabe Ullstein, Berlin 1998, ISBN 3-548-24512-9
- Mynona über George Grosz. Mit 37 Zeichnungen von George Grosz. Rudolf Kaemmerer, Dresden 1922. Reprint: Makol Verlag, 1975.
- Trappistenstreik und andere Grotesken. Walter Heinrich, Freiburg (Breisgau) 1922
- Tarzaniade Parodie. Verlag der Tageblatt-Buchhandlung, Hannover 1924
- Ich möchte bellen und andere Grotesken. Seeigel, Berlin 1924
- Das Eisenbahnglück oder der Anti-Freud Elena Gottschalk Vlg, Berlin 1925. Mit 10 Illustr. v. Hans Bellmer
- Mein hundertster Geburtstag und andere Grimassen. Jahode & Siegel, Wien 1928
- Auto-Ahasver. Groteske. 1928
- Hat Erich Maria Remarque wirklich gelebt? Der Mann. Das Werk. Der Genius. 1000 Worte Remarque. Paul Steegemann, Berlin & Leipzig 1929
- Der Holzweg zurück oder Knackes Umgang mit Flöhen. Paul Steegemann, Berlin 1931
- Der lachende Hiob und andere Grotesken. Editions du Phénix, Paris 1935

### Philosophische Literatur
- Robert Mayer. Theodor Thomas, Leipzig 1905
- Logik. Die Lehre vom Denken. H. Hillger, Berlin 1907
- Psychologie. Die Lehre von der Seele. H. Hillger, Berlin 1907
- Jean Paul als Denker. Gedanken aus seinen sämtlichen Werken. Hrsgg. von Salomo Friedlaender. Piper, München 1907
- Schopenhauer. Brevier. Robert Lutz, Stuttgart 1907
- Friedrich Nietzsche. Eine intellektuale Biographie. Göschen, Berlin 1911
- Schöpferische Indifferenz. Müller, München 1918
- Wie durch ein Prisma. Gedanken und Blicke im Zeichen Kants. Taifun, Vlg., Frankfurt 1924
- Kant für Kinder. Fragelehrbuch zum sittlichen Unterricht. Paul Steegemann, Hannover 1924. Neuausgabe 2004, ISBN 3-487-12806-3
- Katechismus der Magie. Nach Immanuel Kants „Von der Macht des Gemüts“ und Ernst Marcus' „Theorie der natürlichen Magie“. In Frage- und Antwortform gemeinfaßlich dargestellt. Merlin-Verlag, Heidelberg 1926. Neuausgabe: Aurum Vlg., Freiburg 1978, ISBN 3-591-08051-9
- Der Philosoph Ernst Marcus als Nachfolger Kants. Leben und Lehre. Baedeker, Essen, 1930
- Kant gegen Einstein. Fragelehrbuch (Nach Immanuel Kant und Ernst Marcus) zum Unterricht in den vernunftwissenschaftlichen Vorbedingungen der Naturwissenschaft. Der Neue Geist, Berlin 1932
- Das magische Ich. Elemente des kritischen Polarismus. (aus dem Nachlass) 2001, ISBN 3-89528-336-3
- Ich (1871–1936): Autobiographische Skizze. (aus dem Nachlass) 2003, ISBN 3-89528-394-0
- Magie in Knittelversen. (aus dem Nachlass und mit einem Vorwort von Detlef Thiel) 2013, ISBN 978-3-902871-34-3